# Cámara Nacional de la Industria de Radio y Televisión
La Cámara Nacional de la Industria de Radio y Televisión es una institución autónoma, de interés público con personalidad jurídica propia y sin fines de lucro integrada por personas físicas que han obtenido del Gobierno Federal un título de concesión para operar y explotar comercialmente estaciones de radio y televisión. Su actual presidente es el abogado de radiodifusión José Antonio García Herrera, quien dirige la organización desde 2021.

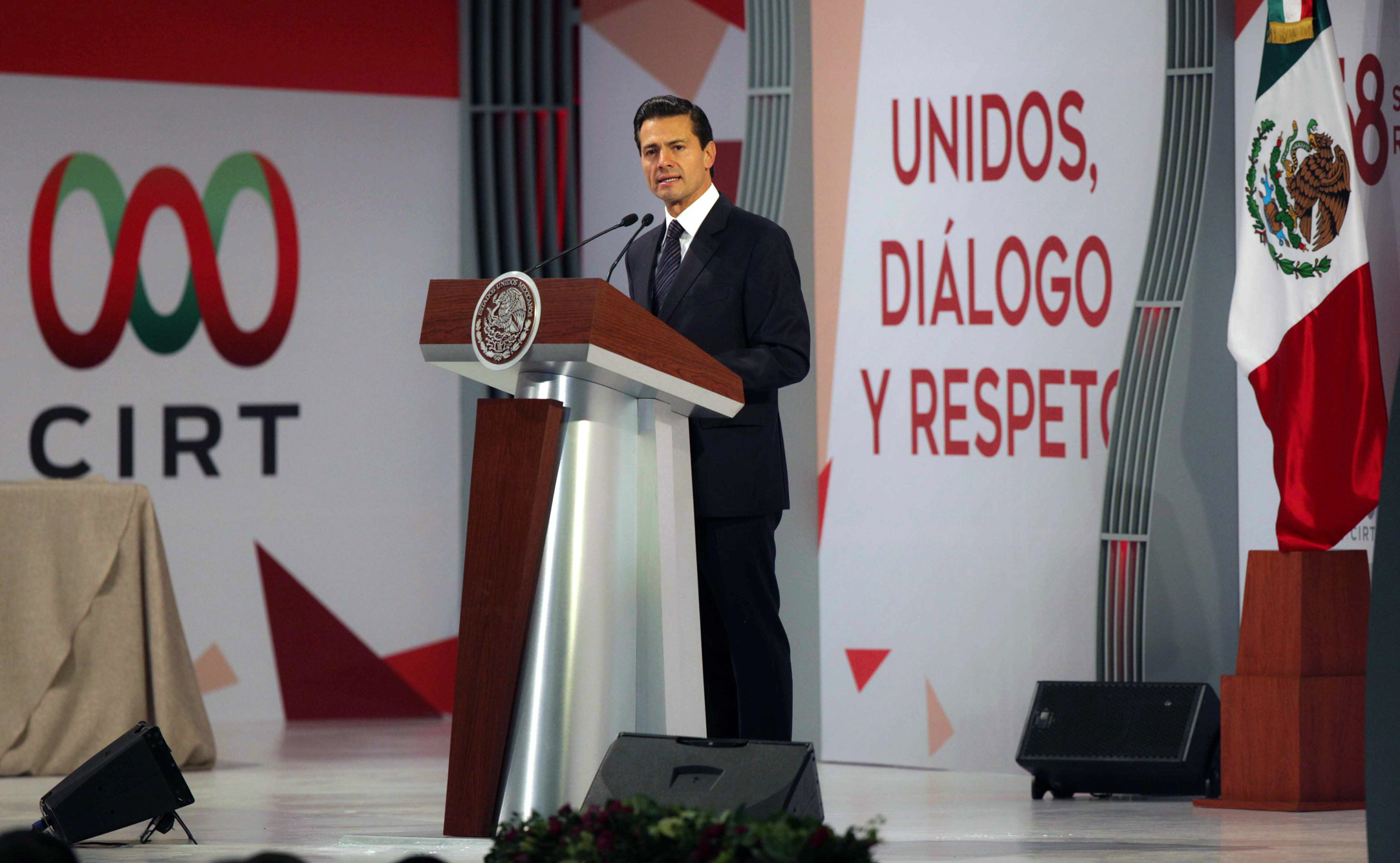
Presidente Enrique Peña Nieto habla en la 58 Semana Nacional de Radio y Televisión en 2016

La primera asociación de radiodifusores en México fue la Asociación Mexicana de Estaciones Radiodifusoras, pronto cambió a la Asociación Mexicana de Estaciones Radiodifusoras Comerciales, que se formó en 1937. A fines de 1941 se constituye formalmente la Cámara Nacional de la Industria de Radiodifusión, con Emilio Azcárraga Vidaurreta como su primer presidente. La relación resultó fundamental para las emisoras que, debido a la Segunda Guerra Mundial, no pudieron obtener piezas para sus equipos de proveedores estadounidenses; Las conexiones de Azcárraga con RCA Victor hicieron posible que pequeñas estaciones obtuvieran partes a través de la afiliación a su Radio Programas de México . 
Históricamente, el CIRT se ha alineado con las emisoras más grandes. En 1953, el CIRT apoyó una medida que permitió que las grandes estaciones de radio de la Ciudad de México establecieran repetidoras a nivel nacional, lo que afectó negativamente a las estaciones locales.  Apoyó la Ley Televisa en 2006, aun cuando muchos de los miembros menores de la asociación se habrían visto perjudicados por una medida que benefició a Televisa y TV Azteca . Asimismo, se opuso a la decisión del Instituto Federal de Telecomunicaciones de subastar nuevas estaciones de radio y televisión en 2016.

## Semana Nacional de Radio y Televisión
La primera Semana Nacional de Radiodifusión, hoy Semana Nacional de Radio y Televisión, fue organizada por el CIR en 1958. La organización cambió su nombre y formalmente comenzó a incluir emisoras de televisión en 1970 luego de una reestructuración interna. 
En 2017 no se realizó en noviembre la Semana Nacional de la Radio y la Televisión, como consecuencia de los dos sismos que azotaron al país en septiembre.